# Ivor Guest, 4. Viscount Wimborne
Ivor Mervyn Vigors Guest, 4. Viscount Wimborne (* 19. September 1968) ist ein britischer Peer, Musikproduzent und Komponist.

## Leben und Karriere
Guest wurde am 19. September 1968 als Sohn von Ivor Fox-Strangways Guest, 3. Viscount Wimborne geboren. Er besuchte das Eton College.
Guest ist vor allem für seine Arbeit mit Grace Jones ("Hurricane" / "Hurricane Dub" 2011) und Brigitte Fontaine ("Prohibition 2009" / "L'un ne l'empeche pas a l'autre 2011") sowie das Soloalbum von Skye Edwards – Sänger der Trip-Hop-Gruppe Morcheeba – mit dem Titel "Keeping Secrets" bekannt.
Während seiner Karriere arbeitete er mit Sly and Robbie, Tony Allen, Brigitte Fontaine, Areski Belkacem, Brian Eno, Barry Reynolds, Atticus Ross, Tim Simenon, Robert Logan und Wally Badarou. Er arbeitete auch an Tracks mit französischen Künstlern wie zum Beispiel Jacques Higelin, M, Christophe, Bertrand Cantat, Arno, Alain Souchon, Philippe Katerine und Emanuelle Seigner mit Brigitte Fontaine.
Seine Arbeit beim Film umfasst den britischen Kultfilm The Football Factory und Alex Gibneys Oscarpreisträger Taxi to the Dark Side.
Er lebt und arbeitet in Großbritannien.
Guest gehört der Hereditary Peerage Association an.

## Mitgliedschaft im House of Lords
Nach dem Tod seines Vaters im Dezember 1993 erbte er den Titel des Viscount Wimborne und den damals damit verbundenen Sitz im House of Lords. Dort saß er als Crossbencher. 
Seinen Sitz verlor er durch den House of Lords Act 1999. Für einen der verbleibenden Sitze hatte er sich nicht zur Wahl aufgestellt. Im Register of Hereditary Peers, die für eine Nachwahl zur Verfügung stehen, ist er nicht verzeichnet.

## Familie
Er ist verheiratet mit Ieva Imsa. Sie haben eine Tochter.